# سيركس
سيركس هو محرك بحث حر ووصفي وغايته تحصين معطيات مستعمله الشخصية. ولهذه الغاية، لا يحفظ عناوين أجهزة مستعمليه بخلاف محركات البحث المشهورة.